# Lemma von Schanuel
Das Lemma von Schanuel, benannt nach Stephen Schanuel, ist eine einfache und grundlegende Aussage aus dem mathematischen Teilgebiet der homologischen Algebra.

## Formulierung des Lemmas
Es sei {\displaystyle R} ein Ring und es seien
{\displaystyle 0\rightarrow K_{1}\rightarrow P_{1}\rightarrow M\rightarrow 0}
{\displaystyle 0\rightarrow K_{2}\rightarrow P_{2}\rightarrow M\rightarrow 0}
kurze exakte Sequenzen in der Kategorie der Links-{\displaystyle R}-Moduln mit projektiven {\displaystyle P_{1},P_{2}}. Dann gilt {\displaystyle P_{1}\oplus K_{2}\cong P_{2}\oplus K_{1}}, das heißt, die beiden direkten Summen sind isomorph.

## Beweis
Wir nennen die Surjektionen {\displaystyle \pi _{i}:P_{i}\to M} und betrachten ihr Faserprodukt
{\displaystyle P_{1}\times _{M}P_{2}=\{(p,q)\in P_{1}\times P_{2}:\pi _{1}(p)=\pi _{2}(q)\}}.
Dies ist ein {\displaystyle R}-Modul, und es werden Abbildungen
{\displaystyle {\hat {\pi }}_{i}:P_{1}\times _{M}P_{2}\to P_{i}}
induziert, die ebenfalls surjektiv sind, wie allgemeiner Unsinn zeigt. Es ist leicht zu sehen, dass der Kern von {\displaystyle {\hat {\pi }}_{1}} isomorph zu {\displaystyle K_{2}} ist, ebenso folgt, dass der Kern von {\displaystyle {\hat {\pi }}_{2}} isomorph zu {\displaystyle K_{1}} ist. Da die {\displaystyle P_{i}} aber projektiv sind, zerfallen diese Surjektionen, was bedeutet, dass
{\displaystyle P_{1}\oplus K_{2}\cong P_{1}\times _{M}P_{2}\cong P_{2}\oplus K_{1}\ .}

## Anwendung
Ist {\displaystyle \ldots \rightarrow P_{1}\rightarrow P_{0}{\xrightarrow {f_{0}}}M\rightarrow 0} eine projektive Auflösung, so dass  {\displaystyle \mathrm {ker} (f_{0})} projektiv ist, so gilt das für jede projektive Auflösung.
Ist nämlich {\displaystyle \ldots \rightarrow Q_{1}\rightarrow Q_{0}{\xrightarrow {g_{0}}}M\rightarrow 0} eine weitere projektive Auflösung, so betrachte die kurzen exakten Sequenzen
{\displaystyle 0\rightarrow \mathrm {ker} (f_{0})\rightarrow P_{0}\rightarrow M\rightarrow 0}
{\displaystyle 0\rightarrow \mathrm {ker} (g_{0})\rightarrow Q_{0}\rightarrow M\rightarrow 0}
Nach dem Lemma von Schanuel ist {\displaystyle P_{0}\oplus \mathrm {ker} (g_{0})\cong Q_{0}\oplus \mathrm {ker} (f_{0})}, das heißt {\displaystyle \mathrm {ker} (g_{0})} ist direkter Summand des nach Voraussetzung projektiven Moduls {\displaystyle Q_{0}\oplus \mathrm {ker} (f_{0})} und daher ebenfalls projektiv.

## Entstehung
Stephen Schanuel entdeckte dieses Lemma 1958 während einer von Irving Kaplansky gehaltenen Vorlesung über homologische Algebra. Dabei ging es im Wesentlichen um die oben genannte Anwendung. Kaplansky berichtet:
Während einer Vorlesung führte ich den ersten Schritt einer projektiven Auflösung eines Moduls aus und erwähnte, dass, wenn der Kern einer Auflösung wieder projektiv ist, das auch für alle gelte. Ich fügte hinzu, dass diese Aussage zwar einfach sei, der Beweis aber noch einige Zeit beanspruchen würde. Da ergriff Steve Schanuel das Wort und erklärte mir und den Studenten, dass dies ziemlich einfach sei, und skizzierte das, was heute als „Lemma von Schanuel“ bekannt ist.